# Dab (dans)

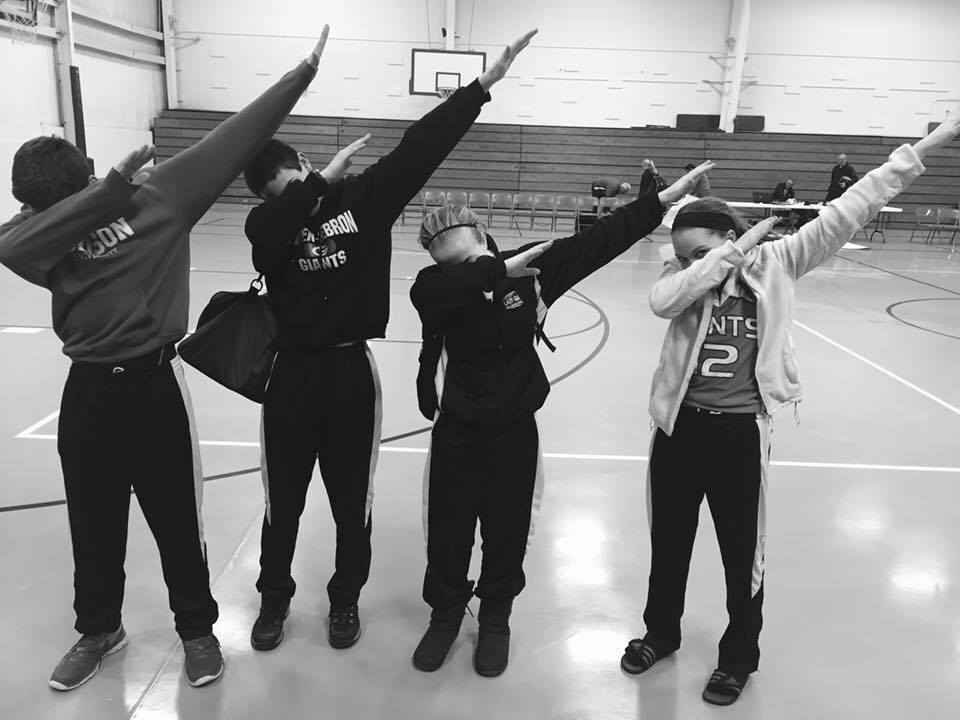
Een groep dabbende jongeren

De dab is een dansbeweging waarin de danser het hoofd laat zakken terwijl hij zijn arm en elleboog omhoog werpt, wat veel op niezen lijkt. Zoals een artikel in de Sports Illustrated het fenomeen dab omschreef, "De dans is best makkelijk; men leunt in zijn elleboog alsof ze niest."

## Oorsprong

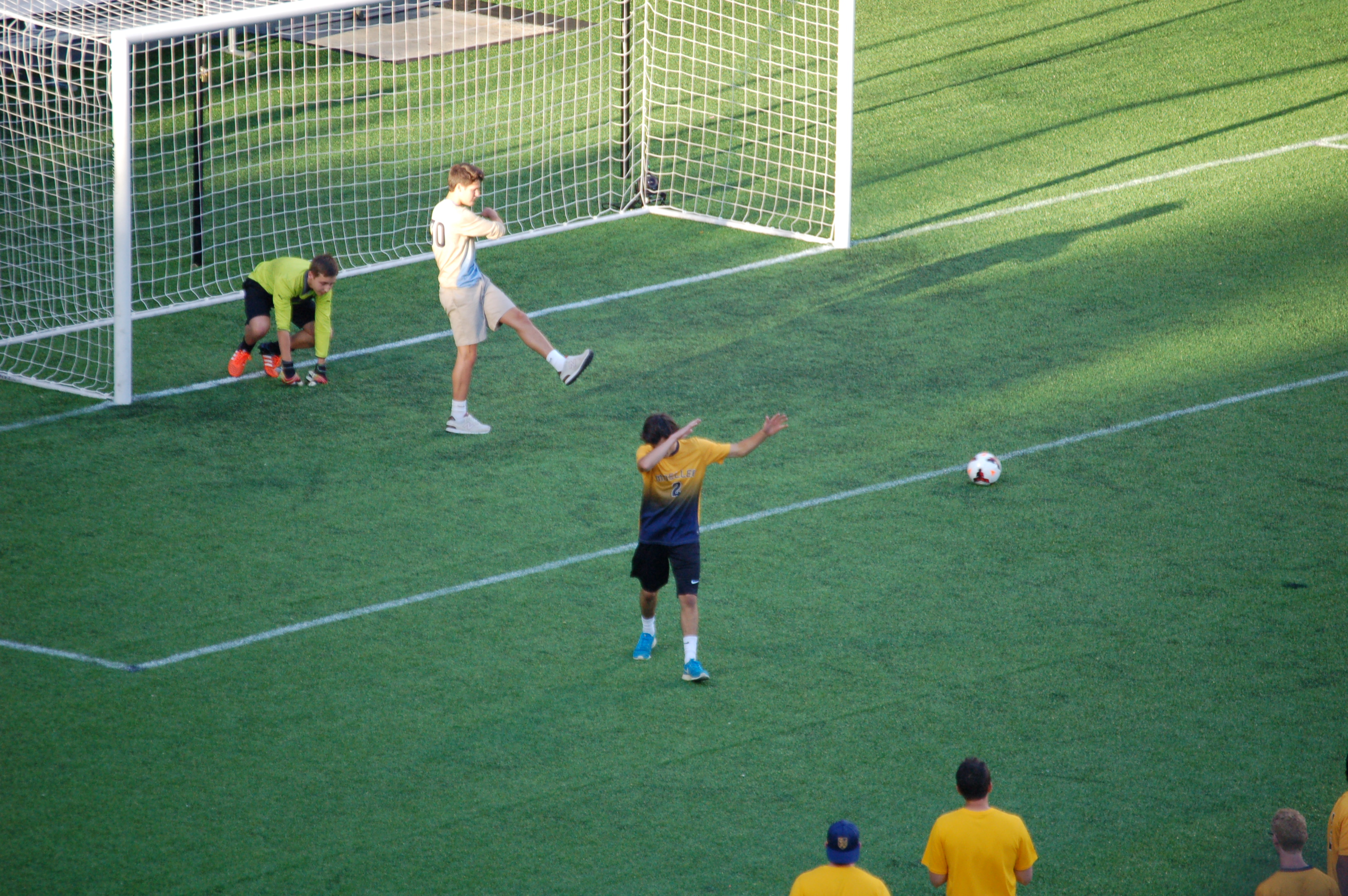
Een middelbare scholier voert een dab uit tijdens een voetbalwedstrijd

Het is onduidelijk wie de beweging heeft bedacht. Artiesten die vaak worden genoemd als mogelijke bedenkers zijn de hiphopgroep Migos (zoals in "Look at My Dab") en de hiphopartiesten Peewee Longway en Rich the Kid.
De Amerikaanse rapper Bow Wow probeerde de origine van de dab uit te leggen door te stellen dat deze voortkwam uit de "cannabis dabbers community", die voor de dansbeweging in 2012  was opgericht. Er waren rappers die het met hem oneens waren, waarna hij op Twitter werd beledigd.
NFL-quarterback Cam Newton van de Carolina Panthers staat erom bekend dat hij deze dansbeweging maakt wanneer hij een touchdown scoort.